# Списак чланова Српског ученог друштва
Српско учено друштво је основано 29. јула 1864. и на тај начин наставило рад суспендованог Друштва српске словесности. Оснивање Српске краљевске академије 1887. године и приступање већег броја чланова друштва академији довео је до осипања чланства и спора са академијом. Проблем је решен на тај начин што је 1892. године спојено Српско учено друштво са Српском краљевском академијом. Чланови који нису били изабрани за дописне и редовне чланове академије, добили су статус почасних чланова.
На овој страници се налази списак чланова Српског ученог друштва у периоду 1864—1892.
| Име и презиме                     | Дат. рођења                     | Дат. смрти                        | Дописни            | Редовни             | Почасни            |
| --------------------------------- | ------------------------------- | --------------------------------- | ------------------ | ------------------- | ------------------ |
| Јован Авакумовић                  | 1/13. јануар 1841.              | 3. август 1928.                   |                    | 27. фебруар 1883.   |                    |
| Јевтимије Аврамовић               | 1. мај 1823.                    | 14. јун 1889.                     |                    |                     | 29. јул 1864.      |
| Адолф Аврил                       | 17. август 1822.                | 27. октобар 1904.                 | 25. јануар 1870.   |                     |                    |
| Андреј Ајншпилер                  | 13. новембар 1813.              | 16. јануар 1888.                  | 29. јул 1864.      |                     |                    |
| Иван Сергејевич Аксаков           | 26. септембар / 8. октобар1823. | 27. јануар / 8. фебруар1886.      | 29. јул 1864.      |                     |                    |
| Антоније Алексић                  | 9/21. мај1844.                  | 12/24. новембар1893.              |                    | 17. фебруар 1874.   |                    |
| Коста Алковић                     | 21. септембар / 3. октобар1834. | 2/15. мај1909.                    |                    | 25. јануар 1870.    |                    |
| Миша Анастасијевић                | 24. фебруар 1803.               | 27. јануар 1885.                  |                    |                     | 1865.              |
| Милан Андоновић                   | 11/23. јул1849.                 | 31. август 1926.                  |                    | 27. фебруар 1883.   |                    |
| Андреја Андрејевић                | око 1840.                       | 8/20. септембар1893.              | 24. јануар 1871.   | 22. новембар 1881.  |                    |
| Сима Андрејевић Игуманов          | 30. јануар 1804.                | 24. фебруар 1882.                 |                    |                     | 13. јун 1876.      |
| Александар Андрић                 | 1816.                           | 4. август 1876.                   |                    |                     | 29. јул 1864.      |
| Лазар Арсенијевић Баталака        | 1793.                           | 15. јануар 1869.                  |                    |                     | 29. јул 1864.      |
| Грацијадио Исаија Асколи          | 16. јул 1829.                   | 21. јануар 1907.                  | 30. јануар 1885.   |                     |                    |
| Платон Атанацковић                | 29. јун 1787.                   | 9/21. април 1867.                 |                    |                     | 29. јул 1864.      |
| Вјекослав Бабукић                 | 16. јун 1812.                   | 20. децембар 1875.                | 29. јул 1864.      |                     |                    |
| Војислав Бакић                    | 22. август / 3. септембар1847.  | 30. април 1929.                   |                    | 27. фебруар 1883.   |                    |
| Димитрије Балаитски               | 1822.                           | 7. август 1880.                   |                    |                     | 29. јул 1864.      |
| Матија Бан                        | 16. децембар 1818.              | 1/14. март1903.                   |                    | 29. јул 1864.       |                    |
| Јоаким Баранд                     | 11. август 1799.                | 5. октобар 1883.                  | 30. јануар 1883    |                     |                    |
| Џон Александер Тин Бат            | 1. март 1831.                   | 20. април 1896.                   |                    |                     | 30. јануар 1884.   |
| Петар Безсонов                    | 4/16. јун1828.                  | 22. фебруар / 6. март1898.        | 29. јул 1864.      |                     |                    |
| Ђорђе Берисављевић                | 25. мај / 6. јун1828.           | 18/30. јун1898.                   | 29. јул 1864.      |                     |                    |
| Павле Бибић                       | 1. март 1790.                   | 1. децембар 1869.                 | 29. јул 1864.      |                     |                    |
| Херман Игњат Бидерман             | 3. август 1831.                 | 25. април 1892.                   | 8. фебруар 1886.   |                     |                    |
| Миливоје Блазнавац                | 4. мај 1824.                    | 24. март 1873.                    |                    |                     | 25. јануар 1873.   |
| Јанез Блајвајс                    | 19. новембар 1808.              | 28. новембар 1881.                | 29. јул 1864.      |                     |                    |
| Валтазар Богишић                  | 7. децембар 1834.               | 24. април 1908.                   | 8. јануар 1867.    |                     |                    |
| Јосиф Максимович Бођански         | 31. октобар / 12. новембар1808. | 6/18. септембар1877.              | 29. јул 1864.      |                     |                    |
| Никола Боројевић                  | 1796.                           | 23. фебруар 1872.                 | 29. јул 1864.      |                     |                    |
| Емил Борхграв                     | 27. децембар 1837.              | 1. август 1917.                   | 30. јануар 1885.   |                     |                    |
| Јован Бошковић                    | 19. фебруар 1834.               | 25. децембар1892/6. јануар 1893.  |                    | 14. новембар 1865.  |                    |
| Стојан Бошковић                   | 3.1833.                         | 21. фебруар / 5. март1908.        | 29. јул 1864.      | 6. фебруар 1869.    |                    |
| Константин Бранковић              | 20. мај 1814.                   | 22. новембар 1865.                |                    | 29. јул 1864.       |                    |
| Спиридон Брусина                  | 11. децембар 1845.              | 21. мај 1908.                     | 30. јануар 1885.   |                     |                    |
| Иван Брчић                        | 9. јануар 1824.                 | 24. мај 1870.                     | 6. фебруар 1869.   |                     |                    |
| Александар Бугарски               | 1835.                           | 11. август 1891.                  |                    | 6. фебруар 1869.    |                    |
| Антон Семјонович Будилович        | 24. мај / 5. јун1846.           | 12/25. децембар1908.              | 9. фебруар 1886.   |                     |                    |
| Петар Будмани                     | 27. октобар 1835.               | 27. децембар 1914.                | 24. јануар 1871.   |                     |                    |
| Ами Буе                           | 16. март 1794.                  | 22. новембар 1881.                | 29. јул 1864.      |                     |                    |
| Влахо Буковац                     | 4. јул 1855.                    | 24. април 1922.                   | 30. јануар 1884.   |                     |                    |
| Тодор Бурмов                      | 14. јануар 1834.                | 25. октобар 1906.                 | 6. фебруар 1869.   |                     |                    |
| Фјодор Иванович Буслајев          | 13/25. април 1818.              | 31. јул / 12. август 1897.        | 6. фебруар 1869.   |                     |                    |
| Виљем Вајт                        | 13. фебруар 1824.               | 28. децембар 1891.                |                    |                     | 30. јануар 1885.   |
| Јован Валента                     | 1826.                           | 7. јун 1887.                      |                    | 29. јул 1864.       |                    |
| Михаило Валтровић                 | 17/29. септембар1839.           | 9/22. септембар1915.              |                    | 25. јануар 1870.    |                    |
| Матија Ваљавец                    | 17. фебруар 1831.               | 15. март 1897.                    | 30. јануар 1884.   |                     |                    |
| Фрањо Ваничек                     | 6. јул 1809.                    | 6. април 1894.                    | 30. јануар 1885.   |                     |                    |
| Алимпије Васиљевић                | 21. новембар 1831.              | 21. јануар / 3. фебруар1911.      |                    | 6. фебруар 1869.    | 29. јул 1864.      |
| Василиј Григорјевич Васиљевски    | 21. јануар / 2. фебруар1838.    | 13/25. мај1899.                   | 22. новембар 1881. |                     |                    |
| Јан Вацлик                        | 1830.                           | 1918.                             | 29. јул 1864.      |                     |                    |
| Адолфо Вебер Ткалчевић            | 11. мај 1825.                   | 6. август 1889.                   | 8. фебруар 1886.   |                     |                    |
| Рускала Ђовенале Веђеци           | 3. децембар 1799.               | 29. децембар 1885.                |                    |                     | 14. новембар 1865. |
| Стојан Вељковић                   | 1.1831.                         | 22. април 1925.                   |                    | 6. фебруар 1869.    | 29. јул 1864.      |
| Густав Венцел                     | 19. јануар 1812                 | 23. новембар 1891.                | 30. јануар 1885.   |                     |                    |
| Мојсеј Вересић                    | 1835.                           | 4/16. октобар1896.                | 6. фебруар 1869.   |                     |                    |
| Василиј Васиљевич Верешчагин      | 14/26. октобар1842.             | 31. март / 13. април 1904.        |                    |                     | 27. фебруар 1883.  |
| Стефан Верковић                   | 4. март 1821.                   | 30. децембар 1893.                | 29. јул 1864.      |                     |                    |
| Јован Косески Весел               | 12. септембар 1798.             | 26. март 1884.                    | 29. јул 1864.      |                     |                    |
| Јосиф Веселић                     | 5. август 1823.                 | 20. август 1873.                  | 29. јул 1864.      |                     |                    |
| Анђело Вета                       | 1837.                           | 11. новембар 1901.                | 30. јануар 1885.   |                     |                    |
| Роберто Визијани                  | 9. април 1800.                  | 4. мај 1878.                      |                    |                     | 8. јануар 1867.    |
| Гаврило Витковић                  | 28. јануар / 9. фебруар1829.    | 25. јул / 7. август 1902.         |                    | 30. јануар 1872.    |                    |
| Вук Врчевић                       | 26. фебруар 1811.               | 13/25. август 1882.               |                    |                     | 21. јануар 1868.   |
| Владимир Вујић                    | 8. новембар 1818.               | 16. децембар 1882.                |                    |                     | 29. јул 1864.      |
| Михаило Вујић                     | 26. октобар / 7. новембар1853.  | 1/14. март1913.                   |                    | 27. фебруар 1883.   |                    |
| Никола Вујић                      | 1. октобар 1846.                | 12. март 1910.                    | 30. јануар 1885.   |                     |                    |
| Никола Вукићевић                  | 8/20. новембар1830.             | 26. октобар / 8. новембар1910.    | 30. јануар 1883.   |                     |                    |
| Светислав Вуловић                 | 29. новембар 1847.              | 2/14. мај1898.                    |                    | 24. јун 1879.       |                    |
| Јован Гавриловић                  | 3. новембар 1796.               | 29. јул 1877.                     |                    | 29. јул 1864.       |                    |
| Људевит Гај                       | 8. јул 1809.                    | 20. април 1872.                   | 29. јул 1864.      |                     |                    |
| Илија Гарашанин                   | 16. јануар 1812.                | 10. јун 1874.                     |                    |                     | 29. јул 1864.      |
| Глигорије Гершић                  | 29. јун / 10. јул1842.          | 8/21. март1918.                   |                    | 6. фебруар 1869.    |                    |
| Александар Гиљфердинг             | 2/14. јул1831.                  | 20. јун / 2. јул1872.             | 29. јул 1864.      |                     |                    |
| Вилијам Еварт Гледстон            | 29. децембар 1809.              | 19. мај 1898.                     |                    |                     | 19. октобар 1880.  |
| Димитрије Голубовић               | 1826.                           | 16/28. фебруар1899.               |                    | 29. јул 1864.       |                    |
| Виктор Иванович Григорович        | 30. април / 12. мај1815.        | 19/31. децембар1876.              | 6. фебруар 1869.   |                     |                    |
| Антоније Гродер                   | 1806.                           | 22. јануар 1885.                  | 29. јул 1864.      |                     |                    |
| Јаков Карлович Грот               | 15/27. децембар1812.            | 24. мај / 5. јун1893.             | 19. октобар 1880.  |                     |                    |
| Константин Јаковљевич Грот        | 22. јун / 4. јул1853.           | 29. септембар 1934.               | 30. јануар 1883.   |                     |                    |
| Јеврем Грујић                     | 8. новембар 1827.               | 15/27. септембар1895.             |                    | 20. март 1869.      |                    |
| Никанор Грујић                    | 1. децембар 1810.               | 8. април 1887.                    | 29. јул 1864.      |                     |                    |
| Сава Грујић                       | 25. новембар 1840.              | 21. октобар / 3. новембар1913.    |                    | 2. јун 1875.        |                    |
| Ђуро Даничић                      | 6. април 1825.                  | 17. новембар 1882.                |                    | 30. јануар 1869.    |                    |
| Анђело де Губернатис              | 7. април 1840.                  | 26. фебруар 1913.                 | 9. фебруар 1886.   |                     |                    |
| Виљем Дентон                      | 1815.                           | 1888.                             | 29. јул 1864.      |                     |                    |
| Гаврил Спиридонович Дестунис      | 16. март 1818.                  | 19. март 1895.                    | 22. новембар 1881. |                     |                    |
| Сава Димитријевић                 | 24. август / 7. септембар1847.  | 25. септембар 1927.               | 30. јануар 1884.   |                     |                    |
| Јаков Димшић                      | око 1800.                       | 4. август 1887.                   |                    |                     | 29. јул 1864.      |
| Огист Дозон                       | 1822.                           | 31. децембар 1890.                | 29. јул 1864.      |                     |                    |
| Лазар Докић                       | 27. март / 8. април 1846.       | 1/13. децембар1893.               | 25. јануар 1870.   |                     |                    |
| Јован Драгашевић                  | 4. фебруар 1836.                | 1. јул 1915.                      |                    | 6. фебруар 1869.    | 29. јул 1864.      |
| Марко Драговић                    | 22. август 1851.                | 6/19. септембар1918.              | 30. јануар 1885.   |                     |                    |
| Џон Вилијем Дрепер                | 5. мај 1811.                    | 4. јануар 1882.                   |                    |                     | 2. јун 1875.       |
| Марин Дринов                      | 20. октобар / 1. новембар1838.  | 28. фебруар / 13. март1906.       |                    |                     | 22. новембар 1881. |
| Анри Друе                         | 27. новембар 1829.              | 16. март 1900.                    |                    |                     | 30. јануар 1883.   |
| Нићифор Дучић                     | 21. новембар 1832.              | 21. фебруар / 5. март1900.        |                    | 6. фебруар 1869.    |                    |
| Владан Ђорђевић                   | 21. новембар 1844.              | 31. август 1930.                  |                    | 6. фебруар 1869.    |                    |
| Јован Ђорђевић                    | 13/25. новембар1826.            | 9/22. април 1900.                 | 29. јул 1864.      | 6. фебруар 1869.    |                    |
| Павле Ђорђевић                    | 11. март 1846.                  | 17. новембар 1877.                | 25. јануар 1870.   |                     |                    |
| Димитрије Ђурић                   | 27. септембар / 9. октобар1838. | 19/31. октобар1893.               |                    | 22. новембар 1881.  |                    |
| Артур Еванс                       | 8. јул 1851.                    | 11. јул 1941.                     | 30. јануар 1884.   |                     |                    |
| Јован Живановић                   | 30. јануар 1841.                | 18. новембар 1916.                | 30. јануар 1883.   |                     |                    |
| Петар Ј. Живковић                 | 7.1847.                         | 24. септембар 1923.               |                    | 30. јануар 1883.    |                    |
| Живојин Жујовић                   | 10. новембар 1838.              | 25. април 1870.                   |                    | 25. јануар 1870.    |                    |
| Јован Жујовић                     | 18. октобар 1856.               | 19. јул 1936.                     |                    | 30. јануар 1883.    |                    |
| Фрањо Александар Зах              | 19. април 1807.                 | 2. јануар 1892.                   |                    | 25. јануар 1870.    |                    |
| Стеван Здравковић                 | 16. април 1835.                 | 4/17. август 1900.                |                    | 24. јануар 1871.    |                    |
| Милош Зечевић                     | 27. март 1838.                  | 5/17. фебруар1896.                |                    | 25. јануар 1870.    |                    |
| Лука Зима                         | 13. октобар 1830.               | 16. март 1906.                    | 30. јануар 1884.   |                     |                    |
| Никанор Зисић                     | 1829.                           | 25. октобар 1866.                 |                    |                     | 29. јул 1864.      |
| Георги Николов Златарски          | 25. јануар 1854.                | 9. август 1909.                   | 30. јануар 1883.   |                     |                    |
| Луко Зоре                         | 15. јануар 1846.                | 9. децембар 1906.                 | 30. јануар 1884.   |                     |                    |
| Катарина Ивановић                 | 15. мај 1811.                   | 22. септембар 1882.               |                    |                     | 13. јун 1876.      |
| Љубомир Ивановић                  | 14. октобар 1836.               | 20. март 1879.                    |                    | 25. јануар 1870.    |                    |
| Светозар Ивачковић                | 10. децембар 1844.              | 30. јануар 1924.                  | 18. јун 1878.      | 22. новембар 1881.  |                    |
| Јаша Игњатовић                    | 26. новембар / 8. децембар1822. | 23. јун / 5. јул1889.             | 29. јул 1864.      |                     |                    |
| Виктор Иго                        | 26. фебруар 1802.               | 22. мај 1885.                     |                    |                     | 30. јануар 1885.   |
| Јован Илић                        | 12/24. август 1825.             | 12/25. март1901.                  |                    |                     | 29. јул 1864.      |
| Михаило Илић                      | 14. новембар 1845.              | 24. август 1876.                  | 25. јануар 1870.   | 2. јун 1875.        |                    |
| Полин Ирби                        | 18. децембар 1833.              | 2/15. септембар1911.              | 30. јануар 1885.   |                     |                    |
| Ватрослав Јагић                   | 6. јул 1838.                    | 5. август 1923.                   | 8. јануар 1867.    |                     |                    |
| Владимир Јакшић                   | 23. април 1824.                 | 16/28. август 1899.               |                    | 29. јул 1864.       |                    |
| Антон Јанежић                     | 19. децембар 1828.              | 18. септембар 1869.               | 29. јул 1864.      |                     |                    |
| Алекса Јанковић                   | 1806.                           | 10. јун 1869.                     |                    |                     | 29. јул 1864.      |
| Милован Јанковић                  | 1. новембар 1828.               | 8/20. октобар1899.                |                    | 6. фебруар 1869.    | 29. јул 1864.      |
| Иван Степанович Јастребов         | 27. јануар / 8. фебруар1839.    | 8/20. јануар 1894.                | 2. јун 1875.       |                     |                    |
| Франтишек Јан Језбера             | 15. јануар 1829.                | 3. новембар 1901.                 | 29. јул 1864.      |                     |                    |
| Даворин Јенко                     | 9. новембар 1835.               | 29. новембар 1914.                |                    | 6. фебруар 1869.    |                    |
| Јозеф Јиречек                     | 9. октобар 1825.                | 25. новембар 1888.                | 8. јануар 1867.    |                     |                    |
| Константин Јозеф Јиречек          | 24. јул 1854.                   | 10. јануар 1918.                  | 18. јун 1878.      |                     |                    |
| Богољуб Јовановић                 | 2. јун 1839.                    | 13. април 1924.                   |                    | 24. јун 1979.       |                    |
| Владимир Јовановић                | 28. септембар 1833.             | 4. март 1922.                     |                    | 6. фебруар 1869.    | 29. јул 1864.      |
| Јероним Јовановић                 | 1825.                           | 10. јун 1894.                     | 29. јул 1864.      |                     |                    |
| Коста Јовановић                   | 1832.                           | 15/27. април 1895.                |                    | 29. јул 1864.       |                    |
| Милан Јовановић Морски            | 12/24. април 1834.              | 25. мај / 6. јун1896.             |                    | 6. фебруар 1869.    |                    |
| Михаило Јовановић                 | 19. август 1826.                | 5/17. фебруар1898.                |                    |                     | 29. јул 1864.      |
| Паја Јовановић                    | 4/16. јун1859.                  | 30. новембар 1957.                | 30. јануар 1884.   |                     |                    |
| Панта Јовановић                   | 1828.                           | 24. децембар 1885.                |                    |                     | 29. јул 1864.      |
| Јован Јовановић Змај              | 24. новембар / 6. децембар1833. | 1/14. јун1904.                    | 29. јул 1864.      |                     |                    |
| Сава Јовшић                       | 1816.                           | 18/30. септембар1875.             |                    | 29. јул 1864.       |                    |
| Емилијан Јосимовић                | 1823.                           | 25. мај 1897.                     |                    | 29. јул 1864.       |                    |
| Леонид Кавелин                    | 22. фебруар / 6. март1822.      | 22. октобар / 3. новембар1891.    | 20. март 1869.     |                     |                    |
| Љубомир Каљевић                   | 26. септембар / 8. октобар1841. | 20. март / 2. април 1907.         |                    | 20. март 1869.      |                    |
| Феликс Каниц                      | 2. август 1829.                 | 5. јануар 1904.                   | 6. фебруар 1869.   |                     |                    |
| Сигфрид Капер                     | 21. март 1821.                  | 7. јун 1879.                      | 25. јануар 1870.   |                     |                    |
| Љубен Каравелов                   | 1834.                           | 11. фебруар 1879.                 | 30. јануар 1872.   |                     |                    |
| Михаил Никифорович Катков         | 1/13. новембар1818.             | 20. јул / 1. август 1887.         | ?                  |                     |                    |
| Стеван Владислав Каћански         | 19. децембар 1828.              | 4. мај 1890.                      |                    |                     | 29. јул 1864.      |
| Љубомир Клерић                    | 29. јун 1844.                   | 21. јануар / 3. фебруар1910.      |                    | 24. јануар 1871.    |                    |
| Паво Коић                         | 1800.                           | 14. новембар 1879.                |                    |                     | 24. јануар 1871.   |
| Јован Ковач                       | ?                               | 2. јануар 1883.                   |                    | 29. јул 1864.       |                    |
| Љубомир Ковачевић                 | 4/16. јануар 1848.              | 19. новембар / 2. децембар1918.   |                    | 20. октобар 1880.   |                    |
| Ристо Ковачић                     | 22. мај 1845.                   | 22. април 1909.                   | 30. јануар 1883.   |                     |                    |
| Јозеф Колар                       | 15. март 1830.                  | 23. април 1910.                   | 29. јул 1864.      |                     |                    |
| Илија Милосављевић Коларац        | 1800.                           | 6. октобар 1878.                  |                    |                     | 29. јул 1864.      |
| Сава Косановић                    | 14. јануар 1839.                | 11. фебруар 1903.                 |                    |                     | 30. јануар 1884.   |
| Лаза Костић                       | 31. јануар / 12. фебруар1841.   | 26. новембар 1910.                |                    | 27. фебруар 1883.   |                    |
| Николај Иванович Костомаров       | 4/16. мај1817.                  | 7/19. април 1885.                 | 6. фебруар 1869.   |                     |                    |
| Викентије Красојевић              | 10.1824.                        | 15. март 1882.                    | ?                  | ?                   | ?                  |
| Грегор Крек                       | 8. март 1840.                   | 2. август 1905.                   | 18. јун 1878.      |                     |                    |
| Ђорђе Крстић                      | 18. април 1851.                 | 17/30. октобар1907.               |                    | 30. јануар 1884.    |                    |
| Никола Крстић                     | 20. септембар 1829.             | 11/24. јануар 1902.               |                    | 29. јул 1864.       |                    |
| Милан Кујунџић Абердар            | 16/28. фебруар1842.             | 14/26. новембар1893.              |                    | 8. јануар 1867.     |                    |
| Иван Кукуљевић-Сакцински          | 29. мај 1816.                   | 1. август 1889.                   | 29. јул 1864.      |                     |                    |
| Платон Андрејевич Кулаковски      | 26. јун / 8. јул1848.           | 18/31. децембар1913.              |                    | 22. новембар 1881.  |                    |
| Пантелејмон Александрович Кулиш   | 27. јул / 8. август 1819.       | 2/14. фебруар1897.                | 6. фебруар 1869.   |                     |                    |
| Стефан Кумануди                   | 1818.                           | 19. мај 1899.                     | 22. новембар 1881. |                     |                    |
| Фрањо Курелац                     | 28. децембар 1810.              | 15. јун 1874.                     | 29. јул 1864.      |                     |                    |
| Фрањо Ксавер Кухач                | 20. новембар 1834.              | 18. јун 1911.                     | 24. јануар 1871.   |                     |                    |
| Емил Лавлеј                       | 5. април 1822.                  | 2. јануар 1892.                   | 30. јануар 1885.   |                     |                    |
| Лаза Лазаревић                    | 1/13. мај1851.                  | 29. децембар1890/10. јануар 1891. |                    | 27. фебруар 1883.   |                    |
| Василије Лазић                    | 1. јануар 1798.                 | 17. август 1876.                  |                    |                     | 29. јул 1864.      |
| Владимир Иванович Ламански        | 26. јун / 8. јул1833.           | 19. новембар / 2. децембар1914.   | 29. јул 1864.      |                     |                    |
| Спиридон Ламброс                  | 8/20. април 1851.               | 23. јул / 5. август 1919.         | 22. новембар 1881. |                     |                    |
| Луј Леже                          | 13. јануар 1843.                | 1. мај 1923.                      | 6. фебруар 1869.   |                     |                    |
| Марко Леко                        | 5/17. септембар1853.            | 4. новембар 1932.                 |                    | 30. јануар 1884.    |                    |
| Фјодор Иванович Леонтович         | 1833.                           | 21. децембар1910/3. јануар 1911.  | 25. јануар 1870.   |                     |                    |
| Август Лескин                     | 8. јул 1840.                    | 20. септембар 1916.               | 30. јануар 1884.   |                     |                    |
| Милоје Лешјанин                   | 16. новембар 1830.              | 13. април 1867.                   |                    | 29. јул 1864.       |                    |
| Рајко Лешјанин                    | 18. јануар 1825.                | 19. октобар 1872.                 |                    | 29. јул 1864.       |                    |
| Сима Лозанић                      | 24. фебруар / 8. март1847.      | 7. јул 1935.                      |                    | 30. јануар 1873.    |                    |
| Шиме Љубић                        | 24. мај 1822.                   | 19. октобар 1896.                 | 6. фебруар 1869.   |                     |                    |
| Константин Магазиновић            | 4.1819.                         | 16. новембар 1891.                |                    | 30. јануар 1872.    | 29. јул 1864.      |
| Матија Зиљски Мајар               | 7. фебруар 1809.                | 31. јул 1892.                     | 29. јул 1864.      |                     |                    |
| Аполон Александрович Мајков       | 28. јул / 9. август 1826.       | 17/30. октобар1902.               | 29. јул 1864.      |                     |                    |
| Фрањо Мајкснер                    | 4. август 1841.                 | 2. март 1903.                     | 30. јануар 1885.   |                     |                    |
| Викентиј Васиљевич Макушев        | 10/22. октобар1837.             | 2/14. март1883.                   | 24. јануар 1871.   |                     |                    |
| Ђорђе Малетић                     | 1/13. март1816.                 | 1/13. јануар 1888.                |                    | 29. јул 1864.       |                    |
| Антони Малецки                    | 16. јул 1821.                   | 7. октобар 1913.                  | 6. фебруар 1869.   |                     |                    |
| Јосиф Маринковић                  | 11. октобар 1851.               | 13. мај 1931.                     |                    | 30. јануар 1884.    |                    |
| Јован Мариновић                   | 1821.                           | 30. јул 1893.                     |                    | 29. јул 1864.       |                    |
| Никола Марковић                   | 1845.                           | 1889.                             |                    | 25. јануар 1870.    |                    |
| Јан Матејко                       | 24. јун 1838.                   | 1. новембар 1893.                 | 6. фебруар 1869.   |                     |                    |
| Димитрије Матић                   | 18. август 1821.                | 17. октобар 1884.                 |                    | 6. фебруар 1869.    | 29. јул 1864.      |
| Петар Матковић                    | 18. јун 1830.                   | 25. март 1898.                    | 24. јануар 1871.   |                     |                    |
| Вацлав Александар Маћејовски      | 1792.                           | 9/10. фебруар1883.                | 29. јул 1864.      |                     |                    |
| Стеван Мачај                      | 1823.                           | 1. октобар 1889.                  | 29. јул 1864.      |                     |                    |
| Јован Машин                       | 1820.                           | 24. децембар 1884.                |                    | 29. јул 1864.       |                    |
| Никола Машић                      | 28. новембар 1852.              | 4. јун 1902.                      | 30. јануар 1884.   |                     |                    |
| Данило Медаковић                  | 26. јануар 1819.                | 5. новембар 1881.                 | 29. јул 1864.      |                     |                    |
| Милорад Медаковић                 | 11.1824.                        | 14/26. март1897.                  |                    |                     | 29. јул 1864.      |
| Аћим Медовић                      | 8. мај 1815.                    | 11/23. мај1893.                   |                    | 29. јул 1864.       |                    |
| Чедомиљ Мијатовић                 | 5/17. октобар1842.              | 14. мај 1932.                     |                    | 8. јануар 1867.     |                    |
| Михаил Осипович Микешин           | 9/21. фебруар1835.              | 19/31. јануар 1896.               | 6. фебруар 1869.   |                     |                    |
| Франц Миклошич                    | 20. новембар 1813.              | 7. март 1891.                     | 6. фебруар 1869.   |                     |                    |
| Никодим Милаш                     | 4/16. април 1845.               | 20. март 1915.                    | 27. фебруар 1883.  |                     |                    |
| Светозар Милетић                  | 10/22. фебруар1826.             | 22. јануар / 4. фебруар1901.      | 29. јул 1864.      |                     |                    |
| Милан Ђ. Милићевић                | 4. јун 1831.                    | 4/17. новембар1908.               |                    | 29. јул 1864.       |                    |
| Зигмунт Милковски                 | 23. март 1824.                  | 11. јануар 1915.                  | 6. фебруар 1869.   |                     |                    |
| Ђорђе Миловановић                 | 20. фебруар / 4. март1850.      | 3. фебруар 1919.                  |                    | 2. јун 1875.        |                    |
| Коста Миловановић                 | 8. јун 1847.                    | 6. мај 1905.                      | 30. јануар 1885.   |                     |                    |
| Милан Миловук                     | 26. јануар 1825.                | 28. фебруар 1883.                 |                    | 29. јул 1864.       |                    |
| Милош Милојевић                   | 16. октобар 1840.               | 24. јун / 6. јул1897.             |                    | 25. јануар 1870.    |                    |
| Драгутин Милутиновић              | 17/29. новембар1840.            | 3/16. децембар1900.               |                    | 25. јануар 1870.    |                    |
| Карл Лудвиг Мишеле                | 4. децембар 1801.               | 16. децембар 1893.                | 29. јул 1864.      |                     |                    |
| Јован Мишковић                    | 6/18. јул1844.                  | 20. октобар / 2. новембар1908.    |                    | 2. јун 1875.        |                    |
| Теодор Момзен                     | 30. новембар 1817.              | 1. новембар 1903.                 |                    |                     | 9. фебруар 1886.   |
| Николај Никифорович Мурзакевич    | 21. април / 3. мај1806.         | 15/27. октобар1883.               | 29. јул 1864.      |                     |                    |
| Ђорђе Мушицки                     | 9. јун 1811.                    | 1. април 1887.                    |                    |                     | 29. јул 1864.      |
| Ђорђе Натошевић                   | 19. јул 1821.                   | 11. јул 1887.                     | 29. јул 1864.      | 6. фебруар 1869.    |                    |
| Капитон Иванович Невострујев      | 1815.                           | 29. новембар / 11. децембар1872.  | 25. јануар 1870.   |                     |                    |
| Јеврем Ненадовић                  | 29. септембар 1793.             | 6. април 1867.                    |                    |                     | 29. јул 1864.      |
| Љубомир П. Ненадовић              | 14. септембар 1826.             | 21. јануар / 2. фебруар1895.      |                    | 29. јул 1864.       |                    |
| Димитрије Нешић                   | 8/20. октобар1836.              | 26. април / 9. мај1904.           |                    | 25. јануар 1870.    |                    |
| Јоаникије Нешковић                | 14. јануар 1804.                | 20. фебруар 1873.                 |                    |                     | 29. јул 1864.      |
| Светозар Никетић                  | 28. јун / 10. јул1842.          | 31. октобар / 13. новембар1900.   | 30. јануар 1872.   |                     |                    |
| Исак Никифоровић                  | ?                               | око 1884.                         |                    |                     | 29. јул 1864.      |
| Георгије Николајевић              | 1807.                           | 8. фебруар 1896.                  | 29. јул 1864.      |                     |                    |
| Константин Николајевић            | 1821.                           | 1. октобар 1877.                  |                    | 6. фебруар 1869.    | 29. јул 1864.      |
| Светомир Николајевић              | 21. септембар 1844.             | 18. април 1922.                   |                    | 17. фебруар 1874.   |                    |
| Атанасије Николић                 | 18. јануар 1803.                | 28. јул 1882.                     |                    |                     | 29. јул 1864.      |
| Сергије Николић                   | 1816.                           | 8. новембар 1874.                 |                    | 29. јул 1864.       |                    |
| Стојан Новаковић                  | 1. новембар 1842.               | 5. фебруар 1915.                  |                    | 14. новембар 1865.  |                    |
| Илија Огњановић                   | 30. април / 12. мај1845.        | 8/21. август 1900.                | 27. фебруар 1883.  |                     |                    |
| Армин Павић                       | 29. март 1844.                  | 11. фебруар 1914.                 | 30. јануар 1885.   |                     |                    |
| Ђорђе Павловић                    | 16. април 1838.                 | 9. новембар 1921.                 |                    | 6. фебруар 1869.    |                    |
| Лука Павловић                     | 1811.                           | ?                                 |                    |                     | 29. јул 1864.      |
| Стеван Павловић                   | 27. фебруар 1829.               | 24. јануар / 6. фебруар1908.      | 27. фебруар 1883.  |                     |                    |
| Франтишек Палацки                 | 14. јун 1798.                   | 26. мај 1876.                     |                    |                     | 30. јануар 1869.   |
| Михаило Панић                     | 1817.                           | 12. јануар 1878.                  |                    | 29. јул 1864.       |                    |
| Ђорђе Пантелић                    | 1836.                           | 14/27. август 1913.               |                    |                     | 29. јул 1864.      |
| Јован Пантелић                    | 16. новембар 1812.              | 28. април 1888.                   | 29. јул 1864.      |                     |                    |
| Стеван Р. Пантелић                | 4. септембар 1839.              | 1. септембар 1929.                |                    | 8. јануар 1867.     |                    |
| Јосиф Панчић                      | 5/17. април 1814.               | 25. фебруар / 8. март1888.        |                    | 29. јул 1864.       |                    |
| Константин Папаригопулос          | 1815.                           | 26. април 1891.                   | 22. новембар 1881. |                     |                    |
| Вилијам Паулини-Тот               | 3. јун 1826.                    | 6. мај 1877.                      |                    |                     | 30. јануар 1869.   |
| Јован Пачу                        | 18/30. март1847.                | 17/30. октобар1902.               | 30. јануар 1885.   |                     |                    |
| Константин Пеичић                 | 1802.                           | 25. мај 1882.                     | 29. јул 1864.      |                     |                    |
| Петар Пејачевић                   | 20. фебруар 1804.               | 15. април 1887.                   |                    |                     | 29. јул 1864.      |
| Михаило Петковић                  | 7. новембар 1833.               | 13/26. јун1917.                   |                    | 24. јануар 1871.    |                    |
| Божидар Петрановић                | 18. фебруар 1809.               | 31. август / 12. септембар1874.   | 29. јул 1864.      |                     |                    |
| Герасим Петрановић                | 29. април 1820.                 | 18. април 1906.                   |                    |                     | 25. јануар 1870.   |
| Мита Петровић                     | 24. октобар / 5. новембар1848.  | 17. децембар 1891.                | 30. јануар 1883.   |                     |                    |
| Настас Петровић                   | 1844.                           | 5. фебруар 1889.                  |                    | 2. јун 1875.        |                    |
| Сава Петровић                     | 14. јануар 1839.                | 20. јануар 1889.                  |                    | 6. фебруар 1869.    |                    |
| Милан Петронијевић                | 11. новембар 1831.              | 1/14. октобар1914.                |                    | 29. јул 1864.       |                    |
| Јосиф Пецић                       | 1. мај 1829.                    | 28. јул / 9. август 1896.         |                    | 27. фебруар 1883.   |                    |
| Емил Пико                         | 23. септембар 1844.             | 1918.                             | 2. јун 1875.       |                     |                    |
| Александр Николајевич Пипин       | 25. март / 6. април 1833.       | 26. новембар / 9. децембар1904.   | 6. фебруар 1869.   |                     |                    |
| Константин Петрович Побједоносцев | 21. мај / 2. јун1827.           | 10/23. март1907.                  |                    |                     | 22. новембар 1881. |
| Михаило Полит-Десанчић            | 4/16. јун1833.                  | 30. март 1920.                    | 6. фебруар 1869.   |                     |                    |
| Нил Александович Попов            | 28. март / 9. април 1833.       | 22. децембар1891/3. јануар 1892.  | 20. март 1869.     |                     |                    |
| Гаврило Поповић                   | 11. октобар 1811.               | 7. фебруар 1871.                  |                    | 6. фебруар 1869.    | 29. јул 1864.      |
| Ђорђе Поповић                     | 20. октобар 1832.               | 25. март / 7. април 1914.         | 29. јул 1864.      | 30. јануар 1885.    |                    |
| Милош Поповић                     | 1820.                           | 27. јул 1879.                     |                    | 29. јул 1864.       |                    |
| Стеван В. Поповић                 | 21. септембар / 3. октобар1844. | 26. јануар / 8. фебруар1918.      | 27. фебруар 1883.  |                     |                    |
| Стеван Д. Поповић                 | 30. јул 1844.                   | 24. септембар / 7. октобар1902.   |                    | 25. јануар 1870.    |                    |
| Стеван Р. Поповић                 | 3/15. фебруар1834.              | 3/16. јануар 1902.                |                    | 30. јануар 1872.    |                    |
| Урош Предић                       | 25. новембар / 7. децембар1857. | 11. фебруар 1953.                 | 30. јануар 1884.   |                     |                    |
| Ференц Пулски                     | 17. септембар 1814.             | 9. септембар 1897.                |                    |                     | 30. јануар 1885.   |
| Емануил Пуркиње                   | 17. децембар 1831.              | 23. мај 1882.                     | 24. јун 1879.      |                     |                    |
| Медо Пуцић                        | 12. март 1821.                  | 30. јун 1882.                     | 29. јул 1864.      | 25. јануар 1870.    |                    |
| Крешћан Бохувер Пфул              | 28. март 1825.                  | 21. децембар 1889.                | 6. фебруар 1869.   |                     |                    |
| Ђорђе Радић                       | 22. април / 4. мај1839.         | 11. октобар 1922.                 |                    | 25. јануар 1870.    |                    |
| Новак Радонић                     | 13. март 1826.                  | 11. јул 1890.                     | 18. јун 1878.      |                     |                    |
| Радослав Јакоб Разлаг             | 12. јун 1826.                   | 5. јун 1880.                      | 29. јул 1864.      |                     |                    |
| Мита Ракић                        | 15. октобар 1846.               | 5. март 1890.                     |                    | 30. јануар 1872.    |                    |
| Алфред Рамбо                      | 2. јул 1842.                    | 10. новембар 1905.                | 18. јун 1878.      |                     |                    |
| Леополд Ранке                     | 21. децембар 1795.              | 23. мај 1886.                     | 29. јул 1864.      |                     |                    |
| Фрањо Рачки                       | 25. новембар 1828.              | 13. фебруар 1894.                 | 8. јануар 1867.    |                     |                    |
| Михаило Рашковић                  | 1827.                           | 3. октобар 1872.                  |                    | 29. јул 1864.       |                    |
| Иван Рендић                       | 27. август 1849.                | 29. јун 1932.                     | 30. јануар 1884.   |                     |                    |
| Марко Ренијерис                   | 1815.                           | 1897.                             | 29. јул 1864.      |                     |                    |
| Франтишек Ладислав Ригер          | 10. децембар 1818.              | 3. март 1903.                     |                    |                     | 30. јануар 1869.   |
| Јован Ристић                      | 4. јануар 1831.                 | 23. август / 4. септембар1899.    |                    | 11. септембар 1864. |                    |
| Ђовани де Рубертис                | 25. децембар 1813.              | 20. април 1889.                   | 30. јануар 1885.   |                     |                    |
| Иларион Руварац                   | 1. септембар 1832.              | 8. август 1905.                   |                    | 6. фебруар 1869.    |                    |
| Никанор Ружичић                   | 15. април 1843.                 | 15/28. октобар1916.               |                    | 27. фебруар 1883.   |                    |
| Карел Сабина                      | 29. децембар 1813.              | 9. новембар 1877.                 | 25. јануар 1870.   |                     |                    |
| Јене Сентклараји                  | 21. јануар 1843.                | 12. октобар 1925.                 | 30. јануар 1885.   |                     |                    |
| Алекса Симић                      | 18. март 1800.                  | 10. фебруар 1872.                 |                    |                     | 29. јул 1864.      |
| Милан Симић                       | 17. март 1827.                  | 14. јул 1880.                     |                    |                     | 29. јул 1864.      |
| Евгеније Симеоновић               | 6. јануар 1815.                 | 24. април 1880.                   |                    | 29. јул 1864.       |                    |
| Платон Симоновић                  | 15. јун 1795.                   | 14. јул 1866.                     | 29. јул 1864.      |                     |                    |
| Карел Сладковски                  | 23. јун 1823.                   | 4. март 1880.                     |                    |                     | 25. јануар 1870.   |
| Јан Арношт Смолер                 | 3. март 1816.                   | 13. јун 1884.                     | 6. фебруар 1869.   |                     |                    |
| Сергеј Михаилович Соловјев        | 5/17. мај1820.                  | 4/16. октобар1879.                | 24. јануар 1871.   |                     |                    |
| Алекса Спасић                     | 1831.                           | 25. октобар 1920.                 |                    | 6. фебруар 1869.    |                    |
| Милован Спасић                    | 24. фебруар / 8. март1818.      | 11/24. јун1908.                   |                    | 29. јул 1864.       |                    |
| Владимир Спасович                 | 16. јануар 1829.                | 26. октобар 1906.                 | 30. јануар 1885.   |                     |                    |
| Исмаил Иванович Срезњевски        | 1/13. јун1812.                  | 9/21. фебруар1880.                | 18. јун 1878.      |                     |                    |
| Сава Сретеновић                   | 14. јануар 1828.                | 30. септембар / 12. октобар1893.  |                    | 29. јул 1864.       |                    |
| Пантелија Срећковић               | 3. новембар 1834.               | 8/21. јул1903.                    |                    | 29. јул 1864.       |                    |
| Игњат Станимировић                | 18. октобар 1812.               | 12. јануар 1878.                  |                    |                     | 29. јул 1864.      |
| Лазар Стефановић                  | 1834.                           | 27. март 1890.                    | 6. фебруар 1869.   |                     |                    |
| Стефан Стефановић Тенка           | 5.1797.                         | 2. септембар 1865.                |                    |                     | 29. јул 1864.      |
| Димитрије Стојановић              | 27. октобар 1841.               | 15. септембар 1905.               |                    | 6. фебруар 1869.    |                    |
| Александар Стојачковић            | 25. мај 1822.                   | 21. јун 1893.                     | 29. јул 1864.      |                     |                    |
| Арсеније Стојковић                | 28. октобар 1804.               | 29. март 1892.                    |                    |                     | 30. јануар 1873.   |
| Јован Суботић                     | 30. јануар 1817.                | 16. јануар 1886.                  | 29. јул 1864.      |                     |                    |
| Јован Сундечић                    | 24. јун 1825.                   | 6/19. јул1900.                    |                    |                     | 30. јануар 1869.   |
| Рене Таљандје                     | 16. децембар 1817.              | 22. фебруар 1879.                 | 25. јануар 1870.   |                     |                    |
| Анри Тијер                        | ?                               | 1895.                             | 24. јун 1879.      |                     |                    |
| Владислав Тителбах                | 9. јун 1847.                    | 6. фебруар 1925.                  |                    | 30. јануар 1885.    |                    |
| Николај Савич Тихонравов          | 3/15. октобар1832.              | 27. новембар / 9. децембар1893.   | 24. јун 1879.      |                     |                    |
| Емил Тице                         | 15. јун 1845.                   | 4. март 1931.                     | 30. јануар 1885.   |                     |                    |
| Имбро Игњатијевић Ткалац          | 6. мај 1824.                    | 6. јануар 1912.                   | 29. јул 1864.      |                     |                    |
| Стеван Тодоровић                  | 13. април 1832.                 | 22. мај 1925.                     |                    | 6. фебруар 1869.    |                    |
| Ловро Томан                       | 10. август 1827.                | 15. август 1870.                  | 29. јул 1864.      |                     |                    |
| Димитрије Томић                   | ?                               | око 1871.                         |                    |                     | 29. јул 1864.      |
| Димитрије Топаловић               | 27. септембар / 9. октобар1849. | 5/18. јануар 1912.                | 30. јануар 1885.   |                     |                    |
| Јосип Торбар                      | 1. април 1824.                  | 13/26. јул1900.                   | 6. фебруар 1869.   |                     |                    |
| Иван Трнски                       | 1. мај 1819.                    | 17/30. јун1910.                   | 29. јул 1864.      |                     |                    |
| Александр Степанович Тројански    | 2. октобар 1835.                | 28. август 1905.                  | 25. јануар 1870.   |                     |                    |
| Даворин Трстењак                  | 8. новембар 1817.               | 3. фебруар 1890.                  | 29. јул 1864.      |                     |                    |
| Франц Тула                        | 20. децембар 1845.              | 3. јануар 1920.                   | 30. јануар 1883.   |                     |                    |
| Јован Туроман                     | 1840.                           | 20. мај 1915.                     |                    | 24. јун 1879.       |                    |
| Ђорђе Пироћанац Ћирић             | 1820.                           | 25. октобар 1868.                 |                    |                     | 29. јул 1864.      |
| Јаков Ћудина                      | 17. јул 1826.                   | 11. март 1900.                    | 30. јануар 1884.   |                     |                    |
| Петар Убавкић                     | 19. септембар 1850.             | 27. јун 1910.                     |                    | 30. јануар 1883.    |                    |
| Жан-Оноре Убичини                 | 20. октобар 1818.               | 28. октобар 1884.                 |                    |                     | 8. јануар 1867.    |
| Иван Филиповић                    | 11/23. јун1823.                 | 16/28. октобар1895.               | 6. фебруар 1869.   |                     |                    |
| Тимофеј Дмитријевич Флорински     | 28. октобар / 9. новембар1854.  | 2. мај 1919.                      | 30. јануар 1883.   |                     |                    |
| Едвард Фриман                     | 2. август 1823.                 | 16. март 1892.                    | 30. јануар 1884.   |                     |                    |
| Фердинан Фуке                     | 21. јун 1828.                   | 7. март 1904.                     |                    |                     | 30. јануар 1885.   |
| Богдан Хаждеу                     | 26. фебруар 1838.               | 25. август 1907.                  |                    |                     | 18. јун 1878.      |
| Теофило Ханзен                    | 18. јул 1813.                   | 17. фебруар 1891.                 |                    |                     | 9. фебруар 1886.   |
| Мартин Хатала                     | 4. новембар 1821.               | 11. децембар 1903.                | 29. јул 1864.      |                     |                    |
| Антоније Хаџић                    | 20. новембар / 2. децембар1831. | 17. јануар 1916.                  |                    | 6. фебруар 1869.    |                    |
| Јован Хаџић                       | 8. септембар 1799.              | 23. април 1869.                   | 29. јул 1864.      |                     |                    |
| Теодор Хербез                     | 1790.                           | 9/10. март1866.                   |                    |                     | 29. јул 1864.      |
| Феликс Хофман                     | 4. децембар 1830.               | 17. фебруар 1914.                 |                    | 30. јануар 1884.    | 2. јун 1875.       |
| Филип Христић                     | 15/27. март1819.                | 29. јануар / 11. фебруар1905.     |                    | 29. јул 1864.       |                    |
| Ромуалд Хубе                      | 1803.                           | 6. август 1890.                   | 19. октобар 1880.  |                     |                    |
| Јозеф Милослав Хурбан             | 19. март 1817.                  | 21. фебруар 1888.                 | 29. јул 1864.      |                     |                    |
| Ђорђе Ценић                       | 25. јануар / 6. фебруар1825.    | 24. септембар / 7. октобар1903.   |                    |                     | 29. јул 1864.      |
| Војћех Адалбер Цибулски           | 10. април 1808.                 | 16. фебруар 1867.                 | 29. јул 1864.      |                     |                    |
| Димитрије Црнобарац               | 25. октобар 1818.               | 14. јун 1872.                     |                    | 29. јул 1864.       |                    |
| Коста Црногорац                   | 12. август 1836.                | 25. март 1906.                    |                    | 17. фебруар 1874.   |                    |
| Коста Цукић                       | 13. април 1826.                 | 5. март 1879.                     |                    | 29. јул 1864.       |                    |
| Александар Чварковић              | 3.1815.                         | 11. октобар 1872.                 |                    |                     | 29. јул 1864.      |
| Јарослав Чермак                   | 1. август 1831.                 | 23. април 1878.                   | 6. фебруар 1869.   |                     |                    |
| Патрик Черни                      | ?                               | 12. фебруар 1884.                 | 29. јул 1864.      |                     |                    |
| Лазар Чолак-Антић                 | 1839.                           | 20. септембар 1877.               |                    | 24. јануар 1871.    |                    |
| Виктор Чолаковић                  | 1797.                           | 31. мај 1888.                     |                    |                     | 27. фебруар 1883.  |
| Аћим Чумић                        | 1836.                           | 27. јул / 9. август 1901.         |                    | 25. јануар 1870.    |                    |
| Милорад Поповић Шапчанин          | 7. јул 1841.                    | 14/26. фебруар1895.               |                    | 21. јануар 1868.    |                    |
| Јанко Шафарик                     | 14. новембар 1814.              | 18. јул 1876.                     |                    | 29. јул 1864.       |                    |
| Јохан Хајнрих Швикер              | 28. април 1839.                 | 7. јул 1902.                      | 30. јануар 1885.   |                     |                    |
| Август Шлајхер                    | 19. фебруар 1821.               | 6. децембар 1868.                 |                    |                     | 21. јануар 1868.   |
| Јосип Јурај Штросмајер            | 4. фебруар 1815.                | 8. април 1905.                    |                    |                     | 30. јануар 1869.   |
| Богослав Шулек                    | 20. април 1816.                 | 30. новембар 1895.                | 29. јул 1864.      |                     |                    |
| Стефан Шулцер Мигенбург           | 19. август 1802.                | 5. фебруар 1892.                  | 14. јануар 1871.   |                     |                    |